# Memory Tapes
Memory Tapes to projekt muzyczny Amerykanina Dayve’a Hawka, który wcześniej był frontmanem zespołu Hail Social. Wcześniej nagrywał jako Weird Tapes oraz Memory Cassette, a nazwa projektu to połączenie dwóch poprzednich. Muzyk do tej pory wydał 3 albumy; kojarzony jest przede wszystkim z gatunkiem chillwave. Największą popularność zdobył dzięki wydanemu w 2009 albumowi „Seek Magic" i singlowi „Bicycle".

## Dyskografia

### Albumy
- Seek Magic (2009)
- Player Piano (2011)
- Grace/Confusion (2012)

### EPs
- The Hiss We Missed (jako Memory Cassette) (2008)
- Rewind While Sleeping (jako Memory Cassette) (2008)

### Single
- "Bicycle" (2009)
- "Graphics" (Re-modal edit) (2010)
- "Yes I Know"/"First Hills" (2011)